# Missionários da Sagrada Família
Os Missionários da Sagrada Família (em latim: Congregatio Missionariorum a S. Familia) constituem um instituto religioso masculino de direito pontifício fundado em 1895 pelo abade francês João Batista Berthier. Os membros desta congregação clerical acrescentam aos seus nomes a sigla M.S.F.

## História
O abade Berthier, missionário saletino, estava pensando em reunir vocações para capacitar aqueles que queriam se ordenar, mas não podiam fazê-lo, ou devido à idade avançada ou por falta de recursos financeiros, para que pudessem seguir seus chamados. Os Missionários da Salette não tinham meios para abrir um seminário para vocações tardias. Assim, com a permissão de seus superiores, Berthier fundou uma congregação sob o patronato da Sagrada Família. O Papa Leão XIII indicou como seu protetor o cardeal Langénieux, arcebispo de Reims, que aprovou as constituições da futura congregação em 1895.
A hostilidade da Terceira República está no auge contra as congregações religiosas, as quais acabaram sendo expulsas da França. Assim, Berthier abriu sua primeira escola apostólica para vocações tardias em Grave, na Holanda. O bispo local aprovou a congregação em 28 de setembro de 1895 e os primeiros vocacionados foram ordenados em 1905. Ele recebeu da Santa Sé o decretum laudis em 1911 e suas constituições foram aprovadas definitivamente vinte anos depois.
Em setembro de 2019, a congregação realizou o seu XIV capítulo geral, no qual os membros elegeram um novo governo para o sexênio 2019-2023. O novo superior geral é o Pe. Augustinus Purnama, originário de Java, Indonésia.  Como vigário-geral, o Pe. Marian Kolodziejczyk, da Polônia.  E como assistentes: Pe. Júlio Werlang, do Brasil;  Pe. Jacobus Lingai, de Bornéu, e Pe. Patrice Ralaivao, de Madagascar.

## Atualidade
Os Missionários da Sagrada Família estão presentes em 23 países, incluindo Brasil, Estados Unidos, Bornéu, Papua-Nova-Guiné, Argentina, Chile e Madagascar. Na Europa, eles abriram missões no norte da Noruega, na Bielorrússia e na Ucrânia. Eles têm cinco casas na Alemanha, uma na Áustria e 21 na Polônia.
Eles têm três principais objetivos:
- ser a presença da Igreja para aqueles que se encontram afastados;
- propor valores do Evangelho às famílias;
- multiplicar as vocações religiosas e missionárias.

De acordo com o Anuário Pontifício de 2007, os religiosos numeravam 924 (incluindo 600 padres) em 77 casas.